# 秋瑾
秋瑾（しゅうきん、1875年11月8日 - 1907年7月15日）は、清朝末期の革命家。詩人。原名、閨瑾（けいきん）。日本留学時（1904年）に「閨」を削って「瑾」とした。幼名は玉姑。字（あざな）は璿卿（せんけい）、号は旦吾。紹興の人物。秋瑾とは、「秋の美しい玉」の意味である。纏足であった。

## 生涯

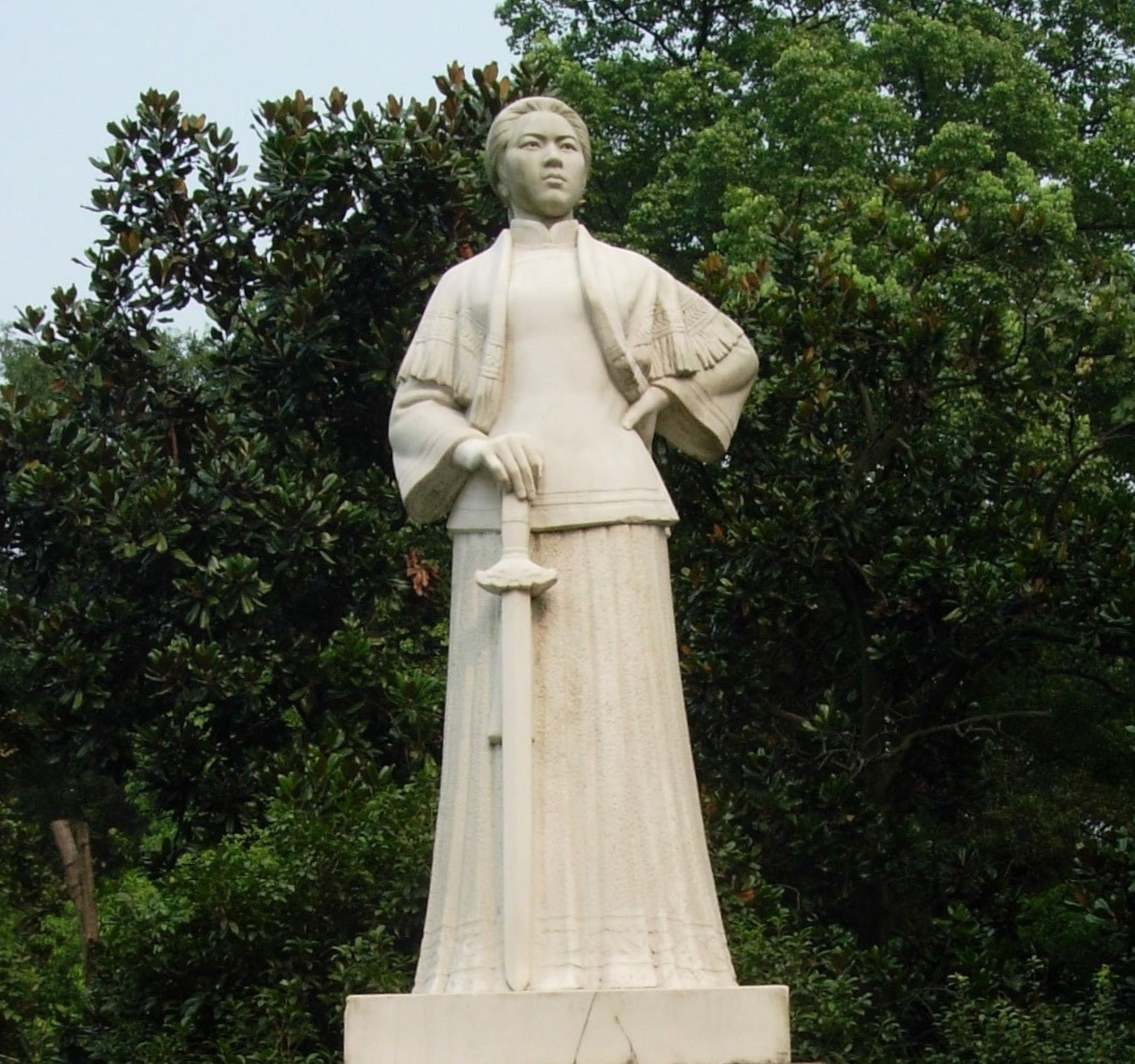
杭州・西湖畔にある秋瑾像

原籍は浙江省紹興府山陰県だが、福建省の福州の生まれである。彼女の祖父・秋嘉禾が廈門府の長官として赴任し、これに一族が同行したためである。当時の廈門はイギリスが強制的に開かせた港であり、府長官である祖父はたえずイギリス人に侮辱されたらしい。その怒りが幼少の秋瑾にも伝わっていたと言われる。彼女の母・単太氏は教養豊かな婦人であり、秋瑾は11歳で詩を作ることを覚え、杜甫・辛稼軒の詩詞集を手放さなかったという。母に対する秋瑾の感謝は深く、画家に頼んで「秋灯課詩図」を描かせ、62歳で亡くなった母を悼んで挽母聯をつくっている。幼少時に母の実家に連れられた際は、乗馬や撃剣・走り幅跳び・走り高跳びなどで体を鍛えたという。写真にあるとおり刀剣愛好家で、日本刀を特に好んだ。
1895年、湖南省の豪商の長男・王廷鈞（または王徳鈞）と結婚する。夫に連れられ北京に住み二人の子も生まれるが、父が決めた結婚相手とはそもそも性格が合わなかった。「居常（いつも）、即ち酒に逃る。しかして沈酣（酔っぱらって）もって往き、覚えず悲歌撃節、剣を払って起ちて舞い、気また壮んなること甚だし」という状態になってしまう。ついに1904年（明治37年）、家族を置き単身日本に留学することになる。当時、京師大学堂（北京大学）教授だった服部宇之吉の妻・繁子の勧めもあったとされる。

### 日本留学
来日後、弘文学院の速成師範班に編入。中国留学生会館の経営する日語補習所で日本語を勉強するかたわら、浙江同郷会の週1回の会合にも必ず出席した。後に実践女学校に入学。教育・工芸・看護学などを学んだ。深夜まで読書と執筆にふけり、感極まると胸を打って痛哭するという日常を送ったという。麹町神楽坂の武術会にも通い、射撃を練習し、爆薬の製法まで学んでいる。
横浜の洪門天地会（三合会）には来日直後に入会し「白扇」（軍師）になっている。1905年（明治38年）9月には、孫文が率いる革命団体「中国同盟会」に参加。浙江省の責任者となり、それまで団結心が無いといわれていた浙江の同志を同盟会に吸収することに成功した。女性だけの会としては「共愛会」を創設している。
1905年（明治38年）2月に一時帰国したが、春に再来日する。この一時帰国前、秋瑾は浙江派の革命団体「光復会に入会すべく東京の責任者・陶成章に執拗に頼み、上海の光復会の会長・蔡元培と紹興の徐錫麟への紹介状を入手している。結局、蔡元培は入会を認めなかったが、徐錫麟は入会を認めるに至った。

### 留学生取締とボイコット運動
この頃、孫文ら革命派が日本で力を増すことに警戒した清朝政府の要請と、大陸における利権確保に動いた日本政府により、中国革命運動に対する取締りが強化された。
1905年（明治38年）11月2日に出された清国留学生に対する取締規定、「清国人ヲ入学セシムル公私立学校ニ関スル規定」の特に第十条が、他校が「性行不良」学生として一旦退学させた者に対し入学許可を出すことを禁止する規定を設けていることに清国留学生が反発。「性行不良」には革命運動も含まれる可能性があるとして授業のボイコット運動（同盟休校）が起きることになる。
中国留学生会館で開かれた浙江同郷会の集会で、秋瑾は興奮しいつも身に付けていた短刀を演台に突き刺し、一斉退学に反対する学生達に「死刑」を宣告した。魯迅の弟である周作人はその様子を著書『魯迅の故家』で次の様に書いている。
「留学生はこぞって反対運動を起こし、秋瑾が先頭になって全員帰国を主張した。年輩の留学生は、取締りという言葉は決してそう悪い意味でないことを知っていたから、賛成しない人が多かったが、この人たちは留学生会館で秋瑾に死刑を宣告された。魯迅や許寿裳もその中に入っていた。魯迅は彼女が一ふりの短刀をテーブルの上になげつけて、威嚇したことも目撃している」。
全員総引揚げを主張した秋瑾は、1905年（明治38年）12月に帰国した。

### 革命運動と処刑

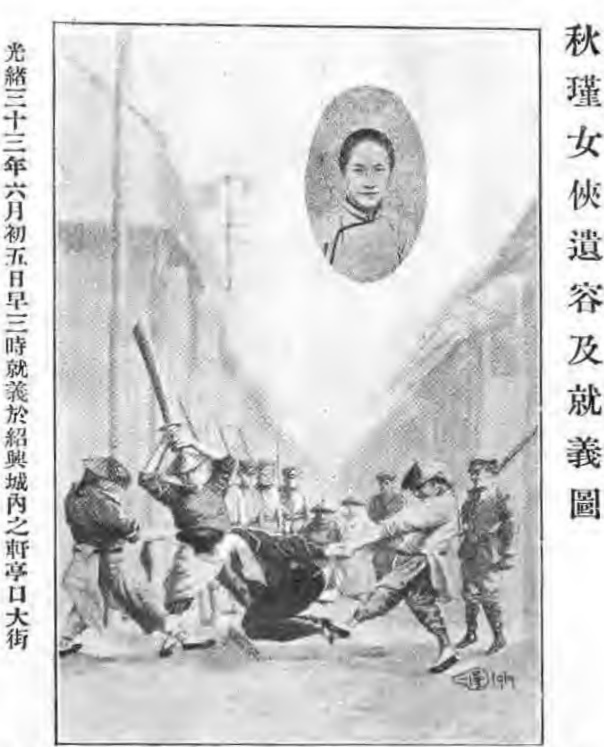
秋瑾の処刑を伝える絵

帰国後は、徐錫麟の活動範囲で秋瑾も少女時代を過ごした紹興に住む。1907年正月には大通学堂を開校し、秋瑾は代表者となった。開校祝いに戴いた対聯には「競争世界　雄冠全球」（世界に冠たれ。）が壁に掲げられていたという。この大通学堂は、光復会の幹部を訓練し組織化するために設立された革命拠点である。秋瑾はここを拠点として「体育会」を組織し、会党（政治的色彩を帯びた秘密結社）のメンバーや革命青年を集めて軍事訓練を行った。また、浙江省各地の会党と連携して「光復軍」を結成し、武装蜂起に向けた準備を進めていった。また、1907年1月14日には秋瑾らが中心となって、上海において『中国女報』を創刊している。目的は中国の女性解放運動を推し進めることだった。
しかし、帰国からわずか1年半後、秋瑾の計画は頓挫することになる。1907年5月、徐錫麟は紹興から西北350kmほど離れた安徽省安慶で武装蜂起を計画。秋瑾も浙江で呼応すべく準備を進めたが、武装蜂起のため打ち合わせた日時の食い違いから、7月6日、先に徐錫麟が行動を起こしてしまった。徐錫麟は、安慶で蜂起し清朝政府の安徽巡撫である恩銘を刺殺したものの、たちまち鎮圧・処刑されてしまう。
これにより、当局は秋瑾の浙江での蜂起計画も察知。同志らは秋瑾に一時避難するよう勧めたが、秋瑾は大通学堂に留まった。7月13日、学堂を包囲する清軍に秋瑾も逮捕。不意を衝かれたため、短刀を抜くことも一発のピストルを撃つこともできなかったという。2日後の1907年7月15日（清朝の旧暦では6月6日）早朝、紹興軒亭口の刑死場で斬首、処刑された。三十一歳の若さであった。
秋瑾の遺句は「秋風秋雨、人を愁殺す」である。その後、多くの人に歌われた。
女性革命家であった秋瑾の処刑は、清当局が想像もしないほど大きな反響を呼び、その後の中国革命運動の精神的支柱の一つとなった。

## 著作
秋瑾は詩人でもあり、その主題は中国女性解放運動を中心としたものが多い。詩文の基調は雄荘、豪放、激昂慷慨的とされ、字里行間に抑揚と傷感の色彩を見出すことができると評されている。
著作は《秋瑾集》（北京・中華書局、1960年）にまとめられている。処刑された翌年『中国女報』に掲載された遺作『弾詞精衛石』が知られている。

### 日本語訳
- 西順蔵訳「『中国女報』創刊の詞」「敬んで姉妹に告げる」、『中国古典文学大系 58 清末民国初政治評論集』平凡社、1971年、ISBN 4582312586
- 丸山昇訳「『中国女報』創刊の辞」、西順蔵編『原典中国近代思想史 第3冊』岩波書店、1977年
  - 再録: 村田雄二郎責任編集『新編 原典中国近代思想史  第3巻 民族と国家 辛亥革命』、岩波書店、2010年、ISBN 9784000282239
- ほか[2]。

## 魯迅と秋瑾
魯迅作で『吶喊』の「藥」には、謀反人として陥れられた“夏瑜”という人物に秋瑾像が投影されている、という。“夏”は“秋”に通じ、“瑜”は“瑾”と同じく、美しい玉という意味である。魯迅のエッセイ「『フェアプレー』は早すぎる」では「秋瑾女士は密告により殺されたのである。革命後しばらくは女侠としてたたえられたが今ではその名を口にするものも少ない」と書いている。さらに小品「范愛農」に、秋瑾が紹興で殺されたニュースが東京に伝わったことを記録している。

## 秋瑾の登場する作品
映画
- 『秋瑾』（1953年、香港、秋瑾役：李麗華）
- 『炎の女・秋瑾』（1983年、中国、秋瑾役：リー・シウミン）
- 『秋瑾 〜競雄女侠〜』（2011年、香港、秋瑾役：クリスタル・ホアン）

小説
- 永田圭介『競雄女侠伝 中国女性革命詩人秋瑾の生涯』編集工房ノア、2004年
- 山崎厚子『秋瑾 火焔の女』河出書房新社、2007年